# Miłość (album Jamala)
Miłość – trzeci album studyjny polskiej grupy muzycznej Jamal. Ukazał się 10 października 2013 roku nakładem wytwórni muzycznej Parlophone Music Poland.
Nagrania dotarły do 9 miejsca listy OLiS i uzyskały status złotej płyty.
Płytę promowały 4 single: „DEFTO”, „Peron”, „Plastikowe kwiaty” i „Upadłem w Poznaniu”.

## Lista utworów
1. „Marcepany” – 4:38
2. „Bomba” – 3:59
3. „Defto” – 3:37
4. „Peron” – 3:15
5. „Pocałuj mnie w miłość” – 3:14
6. „6.0.6” – 4:38
7. „Upadłem w Poznaniu” – 3:38
8. „Królowa” – 3:24
9. „To zapisane” – 4:17
10. „Szołbiznes” – 3:09
11. „Plastikowe kwiaty” – 3:51
12. „Powiedz mi” – 4:20
13. „Nieboskit” – 2:34